# تيوازيون (تاركة نتوشكة)
تيوازيون هي إحدى مشيخات المملكة المغربية، تتبع جغرافيا لإقليم شتوكة آيت باها وإداريًا لتاركة نتوشكة. يقدر عدد سكانها بـ 646 نسمة حسب الإحصاء الرسمي للسكان والسكنى لسنة 2004.